# Centre d'histoire de Sciences Po
Le Centre d'histoire de Sciences Po est un centre de recherche en histoire créé en 1984 au sein de la Fondation nationale des sciences politiques sous le nom de Centre d'histoire de l'Europe au XXe siècle (CHEVS).

## Histoire
Sciences Po ne possède pas, jusqu'aux années 1980, de centre de recherche en histoire malgré la prégnance de l'enseignement de cette discipline en son sein. Pierre Milza crée le Centre d'histoire européenne du vingtième siècle en 1984,. En 2007, sous Richard Descoings, le centre est renommé en Centre d'histoire. Après avoir été hébergé dans des locaux loués rue du Four, il déménage pour le 56, rue Jacob. Le centre gère alors les archives de Sciences Po, jusqu'à leur transfert à un service dédié géré par la bibliothèque de Sciences Po.

## Présentation
Son activité générale de recherche, orientée vers l'histoire politique, met en valeur le travail théorique et méthodologique ainsi que l'activité documentaire.
Son activité de recherche s'organise autour de quatre domaines : États, institutions, sociétés ; Guerre, conflits, violence : normes et transgressions (XIXe – XXe siècles) ; Arts, savoirs et culture ; Du local au global : l'histoire internationale et ses échelles.
Le laboratoire rassemble une soixantaine de chercheurs (dont vingt-deux statutaires) en histoire contemporaine, comme Laurence Bertrand Dorléac, Emmanuelle Loyer, Nicolas Delalande, Jakob Vogel, Paul-André Rosental, Marion Fontaine, Jean-François Chanet ou Pap Ndiaye.
Le Centre collabore avec l'école doctorale de Sciences Po pour la formation des doctorants en histoire et des étudiants de la mention « Histoire et théorie du politique » du master. Il accueille les doctorants dans ses groupes de travail, et ses chercheurs assurent certains séminaires.
Le Centre est situé au 1, place Saint-Thomas d'Aquin, 75007, Paris. Il utilise également d'autres locaux de Sciences Po, situés dans le même quartier.

## Direction
- Pierre Milza : 1984-2000[3].
- Jean-François Sirinelli : 2000-2013[3].
- Marc Lazar : 2014-2022[3].
- Paul-André Rosental : depuis 2022[3].

## Revue Histoire@Politique
La revue numérique Histoire@Politique. Politique, culture, société, créée en 2007, est une publication à comité de lecture spécialisée sur l'histoire contemporaine. Elle émane du Centre d'histoire européenne de Sciences Po.